# Villaines-la-Gonais
Villaines-la-Gonais ist eine französische Gemeinde mit 517 Einwohnern (Stand 1. Januar 2022) im Arrondissement Mamers im Département Sarthe in der Region Pays de la Loire. Villaines-la-Gonais gehört zum Kanton La Ferté-Bernard und zum Gemeindeverband Communauté de communes du Pays de l’Huisne Sarthoise. Die Einwohner werden Villainois genannt.

## Geographie
Villaines-la-Gonais liegt etwa 25 Kilometer nordöstlich von Le Mans. Umgeben wird Villaines-la-Gonais von den Nachbargemeinden Saint-Martin-des-Monts im Norden, Cherré-Au mit Cherré im Osten und Nordosten, Saint-Maixent im Süden und Südosten, Sceaux-sur-Huisne im Süden und Südwesten sowie Boëssé-le-Sec im Westen.
Durch die Gemeinde führt die Autoroute A11.

## Bevölkerungsentwicklung
| 1962                      | 1968 | 1975 | 1982 | 1990 | 1999 | 2006 | 2013 |
| ------------------------- | ---- | ---- | ---- | ---- | ---- | ---- | ---- |
| 316                       | 294  | 424  | 411  | 425  | 433  | 487  | 543  |
| Quelle: Cassini und INSEE |      |      |      |      |      |      |      |

## Sehenswürdigkeiten

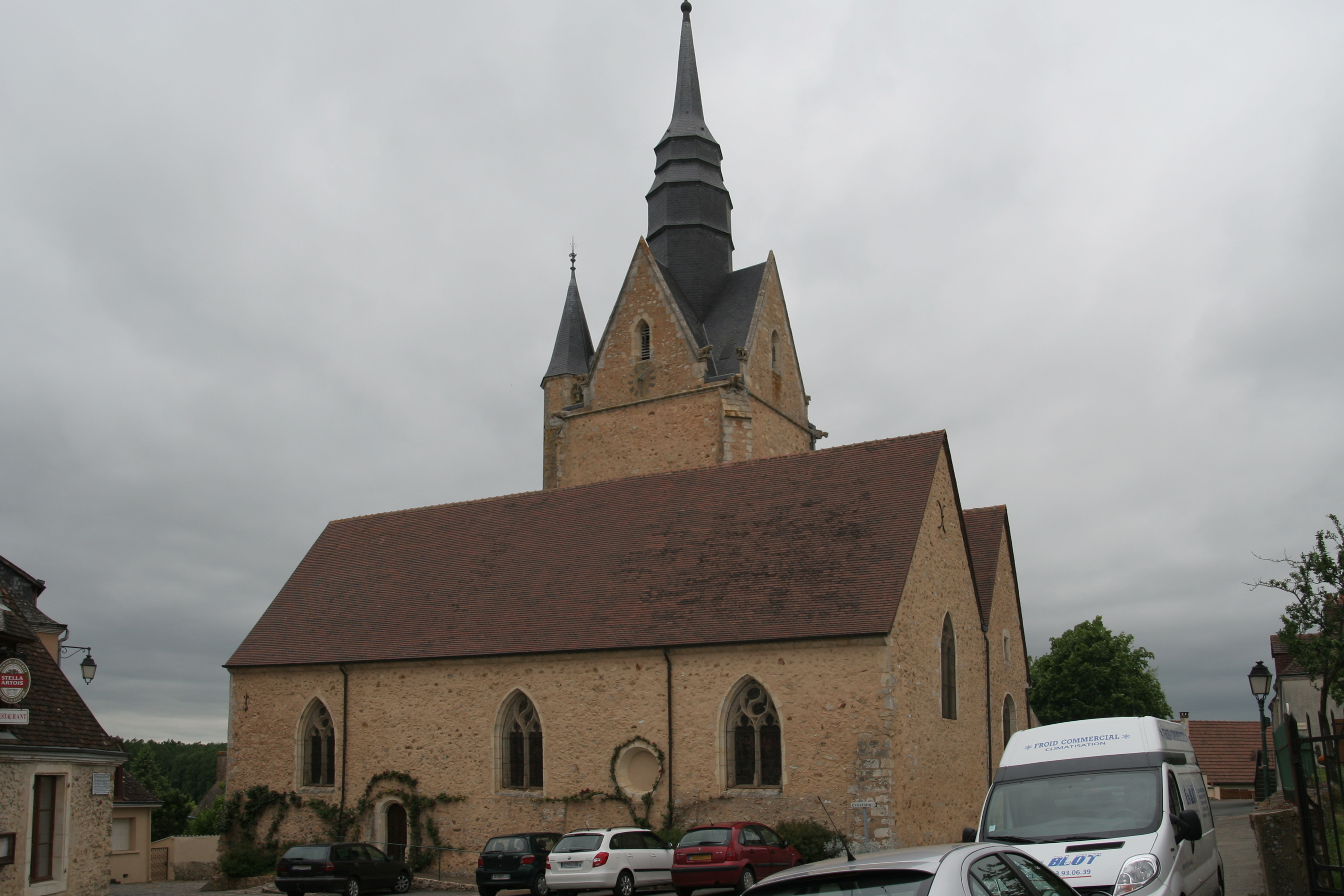
Kirche Saint-Hilaire

- Kirche Saint-Hilaire